# Ilir Dabjani
Ilir Dabjani (* 20. Januar 2001 in Kavaja) ist ein ehemaliger albanischer Fußballtorhüter.

## Karriere

### Verein
Dabjani begann seine Karriere im Jugendverein von KS Besa Kavaja. 2018 unterschrieb er dort seinen ersten Profivertrag. Im Sommer 2023 wechselte er zu KS Egnatia Rrogozhina. In der Saison 2024/25 wurde er an KF Laçi ausgeliehen.
Seit 2025 ist Dabjani beim Verein KF Kosova Vushtrri aktiv.

### Nationalmannschaft
Dabjani bestritt im Jahr 2019 drei Länderspiele für die U19-Nationalmannschaft Albaniens.